# لیبرتی سیتی، تگزاس
لیبرتی سیتی (به انگلیسی: Liberty City) یک منطقهٔ مسکونی در ایالات متحده آمریکا است که در شهرستان گرگ، تگزاس واقع شده‌است. لیبرتی سیتی ۱۵٫۸۰ کیلومتر مربع مساحت و ۲٬۳۵۱ نفر جمعیت دارد و ۱۱۹ متر بالاتر از سطح دریا واقع شده‌است.